# Ostrea atherstonei
Ostrea atherstonei is een tweekleppigensoort uit de familie van de Ostreidae. De wetenschappelijke naam van de soort is voor het eerst geldig gepubliceerd in 1913 door Newton.